# Filmåret 1919

## Årets filmer

### A - G
- Brutna blommor
- Dr. Caligaris kabinett
- Dunungen
- En ung mans väg ...
- Ett farligt frieri

### H - N
- Hans nåds testamente
- Hemsöborna[1]
- Herr Arnes pengar[2]
- Ingmarssönerna
- J'accuse
- Jefthas dotter
- Kapten Grogg badar
- Kapten Grogg bland vilda djur
- Kultur och natur
- Löjtnant Galenpannas sista växel
- Mannen från Valparaiso

### O - U
- Presidenten
- Stenåldersmannen
- Surrogatet
- Synnöve Solbakken
- Sången om den eldröda blomman
- True Heart Susie

### V - Ö
- Vem sköt?
- Åh, i morron kväll
- Äktenskapets hasard

## Händelser
- Filmindustri AB Skandia bygger en ateljé i Långängen i Stocksund
- 5 februari – Filmbolaget United Artists bildas.
- 27 december – Svensk Filmindustri bildas.

## Födda
- 1 januari – Carole Landis, amerikansk skådespelare.
- 13 januari – Robert Stack, amerikansk skådespelare.
- 31 januari
  - Olof Sjöstrand, svensk stuntman och cirkusartist.
  - Annika Tretow, svensk skådespelare och konstnär.
- 5 februari – Red Buttons, amerikansk skådespelare.
- 7 februari – Gerd Mårtensson, svensk skådespelare.
- 10 februari – Clément Harari, fransk skådespelare.
- 18 februari
  - Agneta Lagerfeldt, svensk skådespelare.
  - Jack Palance, amerikansk skådespelare.
- 21 februari – Arne Augustsson, svensk skådespelare.
- 3 mars – Göte Arnbring, svensk skådespelare och dansare.
- 13 mars – Sven Psilander, svensk skådespelare.
- 22 mars – Eivor Landström, svensk skådespelare och teaterkonsulent.
- 13 april – Howard Keel, amerikansk skådespelare.
- 23 april – Ellen Bergman, svensk skådespelare, regissör, koreograf och teaterchef.
- 30 april – Karin Nordgren, svensk skådespelare.
- 14 juni – Sam Wanamaker, amerikansk skådespelare och regissör.
- 23 juni
  - Åke Fridell, svensk skådespelare.
  - Gunnar Nielsen, svensk skådespelare.
- 3 juli – Hampe Faustman, svensk regissör och skådespelare.
- 4 juli – Gerd Hagman, svensk skådespelare.
- 19 juli – Curt Masreliéz, svensk skådespelare.
- 6 augusti – Eric Stolpe, svensk skådespelare, revyartist, textförfattare, sångare och journalist.
- 8 augusti – Dino De Laurentiis, italiensk filmproducent.
- 9 augusti – Freddy Albeck, dansk sångare och skådespelare.
- 25 augusti – Jarl Hamilton, svensk skådespelare.
- 27 september – Erik Liebel, svensk skådespelare.
- 28 september – Lenn Hjortzberg, svensk skådespelare och regiassistent.
- 4 oktober – Herman Ahlsell, svensk regissör och skådespelare.
- 5 oktober – Donald Pleasence, brittisk skådespelare.
- 12 oktober – Ingrid Foght, svensk skådespelare.
- 19 oktober – Georg Adelly, svensk musiker (basist), skådespelare och komiker.
- 14 november – Birgit Wåhlander, svensk skådespelare.
- 21 november – Olof Bergström, svensk regissör och skådespelare.
- 1 december – Karl-Erik Forsgårdh, svensk skådespelare.
- 18 december – Stig Johanson, svensk skådespelare.
- 21 december – Ove Sprogøe, dansk skådespelare.
- 28 december – Mårten Larsson, svensk skådespelare.

## Avlidna
- 4 november – Giacinta Pezzana, 78, italiensk skådespelare

### Fotnoter
1. ↑  IMDB, läst 29 februari 2012
2. ↑  IMDB, läst 29 februari 2012